# King Kong (film 1933)
King Kong – amerykański przygodowy film grozy z 1933 roku w reżyserii Meriana C. Coopera oraz Ernesta Schoedsacka.

## Fabuła
Czas wielkiego kryzysu w Stanach Zjednoczonych. Bezrobotna aktorka Ann Darrow zostaje zatrudniona przez sfrustrowanego filmowca Carla Denhama, który chce udowodnić próbującym go zwolnić producentom, że ma talent reżyserski. Denham chce udać się na owianą legendami i tajemnicą Wyspę Czaszki, gdzie chce nakręcić swój film. Wraz z nim na statek wsiada ekipa a wśród nich Ann i zakochany w niej scenarzysta Jack Driscoll.
Przybywszy na wyspę, ekipa zastaje wielki mur, a przed nim grupę tubylców. Wódz nakazuje mężczyznom odejść. Zrezygnowany Denham odpływa. Jednak w nocy tubylcy wkradają się na statek i po kryjomu porywają Ann, którą przerażoną wloką na wyspę, gdzie przywiązują ją do wielkiego pala, przed murem. Ekipa rusza dziewczynie na ratunek. Zza muru wychodzi mieszkaniec wyspy – olbrzymi goryl Kong, który porywa przerażoną Ann i bierze ją ze sobą w głąb wyspy. Ekipa na oczach przerażonych tubylców, wdziera się przez mur na wyspę.
O świcie ekipa ratunkowa z Denhamem i Driscollem na czele jest już w głębi wyspy. Tam przekonują się, że wyspa zamieszkana jest nie tylko przez olbrzymiego goryla, ale i przez dawno uznawane przez naukę za wymarłe dinozaury. Na początku w lesie ekipa spotyka Stegozaura, którego udaje im się jednak pokonać. Później członkowie wyprawy budują tratwę i przeprawiają się przez rzekę. Tam zaskakuje ich zdezorientowany Diplodok, który rozwścieczony ściga mężczyzn, zabijając jednego z nich. Przybysze ponownie uciekają do lasu, gdzie napotykają Konga. Olbrzymi goryl zrzuca kłodę z mężczyznami w przepaść, tam ekipa zostaje zaatakowana przez olbrzymią jaszczurkę, gigantycznego kraba i ośmiornicowatego insekta. Tylko Denhamowi i Driscollowi udaje się przeżyć, pierwszy wraca na statek, drugi idzie dalej za Ann.
Tymczasem Kong wraca do Ann, którą on zostawił na wierzchołku drzewa. Tam zostaje ona zaatakowana przez Tyranozaura. Dochodzi do zażartej walki między Kongiem a dinozaurem, w której olbrzymi goryl zabija Tyranozaura, po czym dalej odchodzi z przerażoną kobietą. Konga śledzi Driscoll. Kong dochodzi do swojej jaskini, w której rezyduje. Tam uwięziona, zostaje zaatakowana przez olbrzymiego węża. Kong zabija go, po czym włazi z przerażoną dziewczyną na skarpę. Tam ponownie musi się zmierzyć z wygłodniałym Pteranodonem, którego ostatecznie zrzuca ze skarpy. Nocą na skarpę wchodzi Driscoll. Ann ucieka z nim, za nimi w pościg rusza rozwścieczony Kong. Docierają na wybrzeże, gdzie Kong doszczętnie rujnuje wioskę tubylców, ostatecznie jednak zostaje pokonany przez ekipę odkrywców. Denham wpada na pomysł, by w USA zbić fortunę na „Królu Kongu – Ósmym cudzie świata”, jak go sam nazwał.
W Nowym Jorku King Kong zostaje skuty i jest pokazywany publiczności. W czasie pokazu rozdrażniony fleszami fotoreporterów uwalnia się z łańcuchów, rujnuje teatr, wyłazi na miasto i zaczyna je demolować (niszczy m.in. pociąg). W końcu bierze przerażoną Ann i wraz z nią wspina się na szczyt Empire State Building. Za nimi rusza Driscoll. Na szczycie wieży King Konga atakują cztery dwupłaty, które ostrzeliwują olbrzymiego goryla. King Kong długo i wytrwale się broni, niszczy jeden samolot, ale ostatecznie mutant zostaje uśmiercony i spada z iglicy. Na szczyt wchodzi Driscoll. Przy martwym ciele King Konga zbiera się publiczność. Carl Denham mówi: O, nie. To nie samoloty. To Piękna zabiła Bestię.

## Obsada
- Fay Wray – Ann Darrow
- Robert Armstrong – Carl Denham
- Bruce Cabot – John „Jack” Driscoll
- Frank Reicher – kapitan Englehorn
- Sam Hardy – Charles Weston
- Noble Johnson – wódz tubylców
- Steve Clemente – szaman
- James Flavin – Briggs
- Victor Wong – kucharz Charlie
- Merian C. Cooper – pilot samolotu